# 中国驻扎门乌德总领事馆
中华人民共和国驻扎门乌德总领事馆是中国在蒙古设立的首个总领事馆，位于中蒙边境城镇扎门乌德的苏鲁德村（Khuleg Buudal 1st Bag）。

## 历史沿革
扎门乌德与二连浩特隔界相望，是中蒙铁路自中国进入蒙古国后的第一站，也是中蒙间最大的铁路和公路口岸。
中蒙两国于2012年12月27日签署设领协议，2014年7月3日正式开馆。

## 领区
领区包括蒙古东部和南部的五省：东方省、苏赫巴托省、东戈壁省、南戈壁省和中戈壁省。